# Veselí

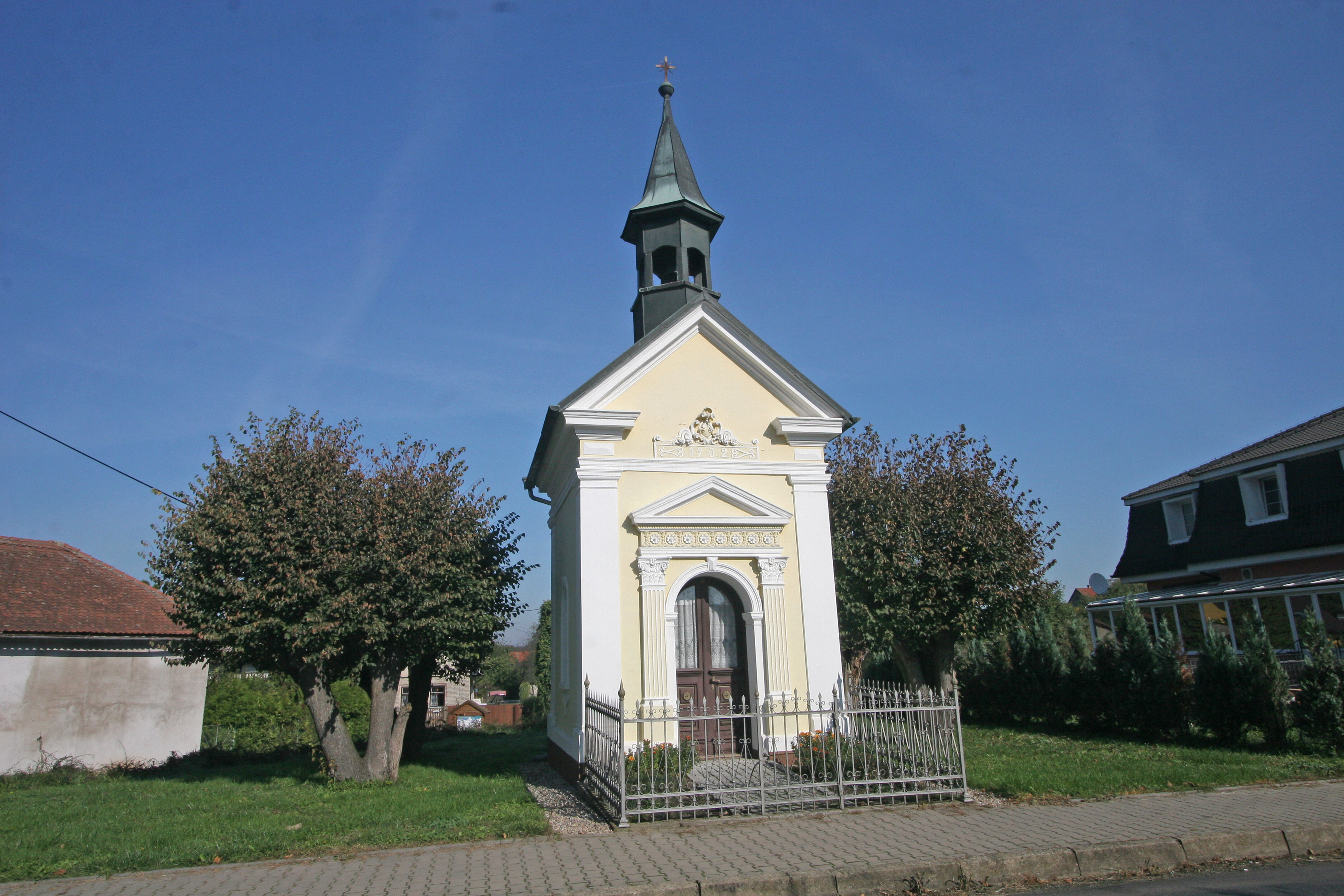
Kapelle

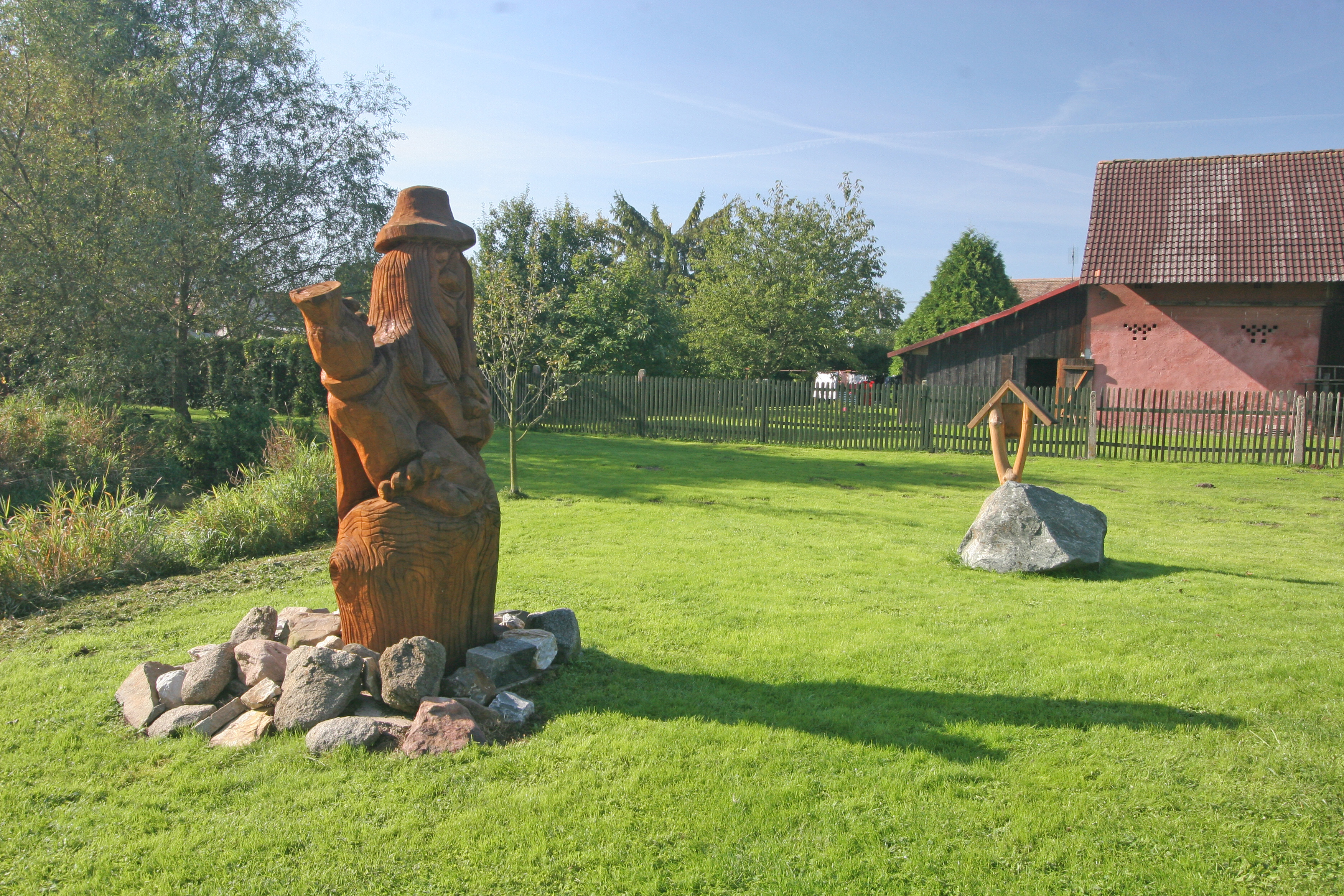
Holzskulptur Wassermann Cyprián

Veselí (deutsch Wesely, 1939–1945 Wesseli) ist eine Gemeinde in Tschechien. Sie liegt fünf Kilometer südöstlich von Přelouč und gehört zum Okres Pardubice.

## Geographie
Veselí erstreckt sich auf der Heřmanoměstecká tabule (Hermannstädtler Tafel) am Bach Veselský potok, der im südlichen Teil des Dorfes in den Teichen Návesník und Horní rybník angestaut wird. Durch den Ort führt die Staatsstraße II/342 zwischen Heřmanův Městec und Valy; östlich verläuft die Bahnstrecke Přelouč–Prachovice. Am südlichen Ortsausgang liegt der Sportflugplatz Veselí u Přelouče (LKVESE). Nordöstlich erhebt sich der Bílý kopec (Weißer Berg; 247 m n.m.), südlich der U Křížku (260 m n.m.) und westlich die Horka (256 m n.m.)
Nachbarorte sind Valy und Lepějovice im Norden, Opočínek, Lány na Důlku, Krchleby und Kokešov im Nordosten, Bezděkov im Osten, Barchov, Luhy und Jeníkovice im Südosten, Choltice und Jedousov im Süden, Podhorky, Poběžovice u Přelouče, Tupesy und Horecký Dvůr im Südwesten, Loděnice, Mokošín und Štěpánov im Westen sowie Klenovka im Nordwesten.

## Geschichte
Die erste schriftliche Erwähnung des Ortes erfolgte 1401 im Zuge einer Bürgschaft des Matěj von Veselí genannt von Cholltic für Jošt von Valy. Das gesamte Dorf gehörte seit dieser Zeit zum Gut Choltice. Besitzer eines Anteils von Choltice mit Veselí war ab 1532 Pavel Choltický von Újezd. Er verpfändete wegen Überschuldung zunächst drei Gründe von Veselí, die der nachfolgende Besitzer der Choltitzer Herrschaft Johann von Gersdorff 1559 zurückgewinnen konnte.
Der andere, größere Teil von Veselí fiel 1532 an seine Gläubiger. Besitzer dieses später Veselí Odrané genannten Teils waren ab 1536 die Brüder Jindřich und Petr von Dobřenice. Die Herren von Dobřenice errichteten in Veselí Odrané eine Feste, die 1602 erstmals erwähnt wurde, als Zdeněk d. Ä. von Dobřenice das Dorf kaufte. Dieser und sein Sohn Petr d. Ä. Dobřenský von Dobřenice verkauften Veselí Odrané 1613 an die Besitzerin des Gutes Valy, Marušca Dobřenská von Dubno. Während des Dreißigjährigen Krieges litt die Gegend an Truppendurchzügen, Einquartierungen, Requisitionen, Plünderungen und Brandschatzungen. Nach dem Ende des Krieges lebten in Veselí nur noch 22 Menschen, die nahe gelegenen Dörfer Lepějovice und Nezchleby waren erloschen. Am 13. Dezember 1703 erwarb Romedius Franz von Thun und Hohenstein Veselí Odrané und vereinigte es wieder mit der Herrschaft Choltitz. Damit war auch die 171-jährige Teilung des Dorfes beendet.
Veseli wurde zum Ende des 18. Jahrhunderts zu einer Steuergemeinde mit Richter und gewählten Schöppen, zu der die Dörfer Valy, Klenovka und Štěpánov gehörten. 1821 hatte Veselí 273 Einwohner und bestand aus 40 Häusern. Die Reichsgrafen von Thun und Hohenstein erhoben die Herrschaft Choltitz zum Familienfideikommiss und hielten den Besitz bis ins 20. Jahrhundert.
Im Jahre 1835 bestand das im Chrudimer Kreis gelegene Dorf Wesely aus 43 Häusern, in denen 314 Personen lebten. Haupterwerbsquelle war die Landwirtschaft. Im Ort gab es eine Schule und ein Wirtshaus. Zu Wesely konskribiert war die aus der Filialkirche des hl. Michael mit Gottesacker, einem Totengräberhaus und einem Fasanjägerhaus bestehende Einschicht Lepegowitz (Lepějovice). Pfarrort war Swintschan. 1848 ließ die Herrschaft eine neue Straße von Choltitz über Wesely nach Wally errichten. Bis zur Mitte des 19. Jahrhunderts blieb Wesely der Fideikommissherrschaft Choltitz untertänig.
Nach der Aufhebung der Patrimonialherrschaften bildete Veselí ab 1849 mit den Ortsteilen Valy, Klenovka und Štěpánov eine Gemeinde im Gerichtsbezirk Přelauč. Nach der verlorenen Schlacht bei Königgrätz zog sich die österreichische Armee im Sommer 1866 über die Elbfurt bei Valy in Richtung Mähren zurück; das sie verfolgende preußische Regiment quartierte sich in Valy und Veselí ein. Ab 1868 gehörte die Gemeinde Veselí zum Bezirk Pardubitz. Zwischen 1881 und 1882 wurde die Bahnstrecke Přelouč–Kalkpodol angelegt; an Veselí fuhr sie noch ohne Halt vorbei. 1894 entstand eine Fabrik für Perlmuttknöpfe. Die Freiwillige Feuerwehr wurde 1898 gegründet; die Gemeinde kaufte bei Havelka & Mesz in Prag eine Feuerspritze. Der Ortsteil Valy löste sich im Jahre 1902 los; Klenovka und Štěpánov wurden 1913 eigenständig.
Im Jahre 1911 lebten in den 59 Häusern von Veselí 301 Personen. 1917 beschloss der Gemeinderat den Bau einer neuen Schule; realisiert wurde er 1924–1925 durch den Baumeister Netušil aus Heřmanův Městec, bis dahin erfolgte der Unterricht im Gasthaussaal. Beim Zensus von 1921 hatte Veselí 293 Einwohner, die Häuserzahl war gegenüber 1911 unverändert geblieben. Die für 1926 vorgesehene Elektrifizierung wurde wegen der finanziellen Belastungen durch den Schulbau zurückgestellt. 1929 wurde der Bau der Straße nach Klenovka genehmigt. 1930 bestand das Dorf aus 71 Häusern, in denen 344 Personen lebten. 1939 war das Dorf auf 76 Häuser angewachsen und hatte 318 Einwohner. 1943 wurde Veselí elektrifiziert. Der Haltepunkt Veselí u Přelouče  wurde im Frühsommer neben dem Bahnübergang an der Straße nach Lepějovice angelegt. Die durch das Dorf führende Staatsstraße wurde 1952 asphaltiert. 1949 wurde Veselí dem Okres Přelouč zugeordnet. Dieser wurde im Zuge der Gebietsreform von 1960 aufgehoben, seitdem gehört die Gemeinde zum Okres Pardubice. Beim Zensus von 1970 bestand Veselí aus 97 Häusern und hatte 336 Einwohner. Die Schule wurde 1974 wegen zu geringer Schülerzahl geschlossen; in den Jahren 1978–1980 erfolgte der Umbau des Gebäudes zum Kindergarten. Der Teich Kuchyňka im Ortszentrum wurde 1984 zugeschüttet. Ende 1988 lebten in der Gemeinde 296 Personen. Im Januar 1989 befasste sich der Örtliche Nationalausschuss zum zweiten Mal mit einer Eingemeindung nach Choltice oder Přelouč, die keine Mehrheit fand. Die Eingemeindungspläne wurden mit der Samtenen Revolution hinfällig. Anlässlich der 600-Jahr-Feier wurde 2001 das Gemeindewappen und -banner übergeben. In den Jahren 2005–2006 erfolgte die Errichtung eines Biokorridors am Veselský potok.

## Gemeindegliederung
Für die Gemeinde Veselí sind keine Ortsteile ausgewiesen.

## Sehenswürdigkeiten
- Kapelle auf dem Damm des Teiches Návesník, errichtet 1902 anstelle eines hölzernen Vorgängerbaus aus dem Jahre 1825
- Gedenkstein für die Gefallenen des Ersten Weltkrieges, enthüllt 1928
- Naturdenkmal Meandry Struhy, Maänder am Unterlauf der Struha, östlich des Dorfes
- Biokorridor auf dem Gebiet des ehemaligen Teiches Kuchyňka im Ortszentrum.[4] Auf dem Gelände wurden der Torso einer 450-jährigen Eiche sowie die vom Holzschnitzer Josef Cyprián aus Podhradí geschaffenen Skulpturen "Wassermann Cyprián" und "Frosch" aufgestellt.